# Léon Desmenez (football, 1928)
Pour les articles homonymes, voir Léon Desmenez et Desmenez.
Léon Desmenez,  né le 28 février 1928 à Valenciennes (Nord) et mort dans cette même ville le 10 février 1998, est un footballeur et entraîneur français.

## Biographie
Personnage emblématique du football nordiste, il fait toute  sa carrière de joueur en amateur à l'US Valenciennes-Anzin. 
À vingt-neuf ans, il est choisi comme adjoint par l'entraîneur valenciennois Robert Domergue. À l'école de celui-ci, il prône un football de mouvement, ouvert et spectaculaire. En 1966, il reste l'adjoint de Gaby Robert; en 1971, il rejoint le staff technique du Stade de Reims. Il reste douze ans au club champenois et y est à plusieurs reprises l'entraîneur en titre. 
En juillet 1982, il retourne à Valenciennes, et succède à Erwin Wilczek en décembre de la même année. Il occupe les fonctions d'entraîneur jusqu'en 1987, avant d'être licencié en 1988.
Il est le père de Gaby et Léon Desmenez, footballeurs professionnels dans les années 1970 et 1980.

## Carrière de joueur
- 1948-1957 : US Valenciennes-Anzin

## Carrière d'entraîneur
- 1957-1971 : US Valenciennes-Anzin (entraîneur adjoint)
- 1971-1982 : Stade de Reims (entraîneur en 71-72, 74-75, 80-81 et 81-82)
- 1982-1988 : US Valenciennes-Anzin (entraîneur en 82-83, 83-86 et 86-87)